# Carlos de Nidda

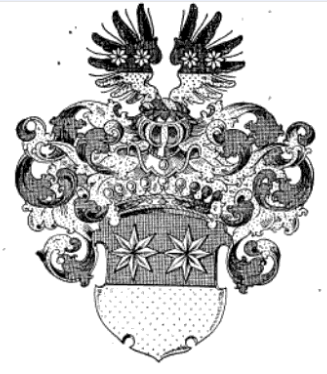
Armas de Carlos como conde de Nidda.

Carlos, conde de Nidda (en alemán, Karl, Graf zu Nidda) (Tréveris, 4 de enero de 1879-Arwheiler, 1920) fue un noble y militar alemán, hijo morganático del príncipe Enrique de Hesse.

## Biografía
Fue el único hijo habido del príncipe Enrique de Hesse y su esposa morganática, Carolina, baronesa de Nidda (nacida Carolina Willich von Pöllnitz). Por parte de su padre, Karl era sobrino de Luis IV, gran duque de Hesse, que reinó desde 1877 hasta 1892; y primo hermano de su hijo y sucesor, Ernesto Luis, que reinó desde 1892 hasta 1918. Su madre era hija de un oficial noble al servicio del gran ducado de Hesse.
Sus padres habían contraído matrimonio el año anterior a su nacimiento (el 28 de febrero de 1878).
Carlos nació en Tréveris el 4 de enero de 1879, su madre moriría dos días después como consecuencia del parto. En su nacimiento y debido al carácter morganático del matrimonio de sus padres, fue conocido por el título y nombre de su madre.
El 28 de noviembre de 1883 su tío Luis IV lo elevó al rango de conde.
Siguió la carrera militar, como era habitual en los jóvenes de su clase. Primero en el ejército del gran ducado de Hesse, y después en el ejército prusiano. Así en 1902 era teniente en el Regimiento de dragones ligeros, número 24 del ejército del Gran Ducado de Hesse.
Sin embargo la carrera militar del príncipe fue bastante irregular. Hacia 1905 algunos periódicos austríacos especulaban con su estado de salud mental. En concreto se identificaba un episodio por el cual el conde había preguntado a transeúntes de Kassel por su situación económica, dándoles dinero en caso de no considerar adecuada la cantidad que le respondían.
Carlos murió en 1920 en la ciudad balnearia de Arwheiler. Su cuerpo descansa junto al de su padre en el viejo mausoleo del parque de Rosenhöhe (Darmstadt). Nunca se casó ni tuvo hijos.